# Río Carén
El río Carén es un curso de agua que fluye en la Región de Coquimbo que nace en la cordillera de los Andes. El río drena la parte norte de la cuenca del río Illapel, y es el tercer afluente principal del río Illapel.

## Trayecto
El río Carén nace en la cordillera de los Andes. Tras su nacimiento recorre hacia el noroeste un cajón estrecho de altas laderas y recibe las aguas del río Buitres y gira al oeste donde vierte sus aguas en el río Illapel.

## Caudal y régimen
La subcuenca del río Illapel desde su origen en la cordillera a su desembocadura en el río Choapa, posee un régimen nival, con poca influencia pluvial en la parte baja del río, esto es la parte del río Carén En años húmedos los mayores caudales se observan entre noviembre y diciembre, producto de deshielos cordilleranos. En años con pocas lluvias los caudales permanecen constantes a lo largo del año, con solo pequeños aumentos en junio a octubre, producto de bajas precipitaciones invernales. En la parte baja del río Illapel se observan severos estiajes entre noviembre y abril, debido principalmente al uso del agua para el riego de zonas agrícolas ubicadas a orillas de este río. El período de menores caudales para esta subcuenca ocurre en el trimestre abril-junio.: 53 

## Historia
Francisco Solano Asta-Buruaga y Cienfuegos escribió en 1899 en su obra póstuma Diccionario Geográfico de la República de Chile sobre el río:
Carén.-—Riachuelo de corto caudal y curso en el departamento de Illapel. Procede del interior de los Andes y baja hacia el NO. por entre sierras peladas á morir en la izquierda del río Illapel á unos 30 kilómetros hacia el E. de la ciudad capital. Junto á esa confluencia han existido hornos de fundición de minerales de cobre, é inmediato se halla un fundo que lleva el nombre de esa corriente de agua.